# Сентябрь 2019 года

Список событий сентября 2019 года.

## События
- 1 сентября
  - Власти Южной Каролины объявили эвакуацию на побережье из-за приближающегося урагана «Дориан», которому национальный ураганный центр США присвоил максимальную — пятую категорию по шкале Саффира — Симпсона. Ранее режим ЧС был введен в штатах Флорида, Джорджия, Южная Каролина и Северная Каролина[1][2].
- 3 сентября
  - США ввели санкции против иранских исследовательского института астронавтики, космического агентства и центра исследования космоса[3].
- 4 сентября
  - Глава администрации Гонконга Кэрри Лам в телеобращении объявила об отзыве законопроекта, предполагающего экстрадицию обвиняемых в преступлениях в Китай[4].
- 5 сентября
  - Палата общин британского парламента приняла законопроект об отсрочке Брекзита до 31 января следующего 2020 года[5].
  - Зонд Parker Solar Probe совершил третье сближение с Солнцем[6].
- 6 сентября
  - Потеряна связь с посадочным лунным модулем «Викрам» («Доблесть») индийской автоматической межпланетной станции «Чандраян-2»[7].
  - Интерфакс опубликовал ответ пресс-службы правительства Архангельской области на запрос о радиоактивных понтонах, появившихся на Летнем берегу Двинской губы Белого моря после взрыва на военном полигоне «Нёнокса», в котором говорится о том, что администрацией муниципального образования «Северодвинск» о нахождении на территории МО потенциально опасных объектов оповещены госкорпорация Росатом, Министерство обороны РФ, Росгидромет и Северодвинский территориальный отдел управления Роспотребнадзора по Архангельской области[8].
- 7 сентября
  - Между Россией и Украиной состоялся обмен заключенными[9].
  - Главного приза 76-го Венецианского кинофестиваля удостоился фильм «Джокер» режиссёра Тодда Филлипса[10], в программе «Горизонты» впервые в истории главный приз получил украинский фильм «Атлантида» Валентина Васяновича[11].
- 8 сентября
  - В Екатеринбурге состоялась церемония открытия чемпионата мира по боксу[12].
  - В 85 регионах России прошли выборы разного уровня в рамках Единого дня голосования, в том числе выборы глав 19 субъектов федерации и прямые выборы депутатов 21 городской думы[13].
- 9 сентября
  - После выборов мэра Улан-Удэ, в столице Республики Бурятия проходят акции протеста за проведение повторных выборов и освобождение двух арестованных сторонников якутского шамана Александра Габышева, идущего изгонять Путина[14][15].
- 10 сентября
  - Удмуртский ученый Альберт Разин совершил самосожжение в Ижевске перед зданием Госсовета Удмуртской Республики, протестуя против языковой политики РФ[16].
  - Фирма Apple презентовала iPhone 11 и Apple Watch Series 5[17].
  - Президент США Дональд Трамп уволил Джона Болтона с должности советника по национальной безопасности[18].
  - В иракском городе Кербела во время празднования дня Ашура в результате давки погибли более 30 человек[19].
- 11 сентября
  - Премьер-министр Японии Синдзо Абэ распустил правительство для проведения перестановок[20]. В новом правительстве на своих местах остались генеральный секретарь Ёсихидэ Суга и министр финансов Таро Асо. Ещё 13 человек должны были войти в кабинет впервые. Новое правительство должно пройти церемонию утверждения императором страны, после чего будет считаться официально сформированным[21].
  - В армянском городе Гюмри, на территории которого расположена российская военная база, найдено тело российского военного со следами насильственной смерти[22].
  - Астрономы впервые обнаружили водяной пар в атмосфере экзопланеты, которая находится в зоне обитаемости. Планета K2-18b располагается в 110 световых годах от Земли, её масса в 8 раз больше земной, по размерам она вдвое больше нашей планеты, а её атмосфера может более чем наполовину состоять из водяного пара[23].
- 12 сентября
  - Французский суд признал саудовскую принцессу Хассу бинт Салман виновной в издевательствах над водопроводчиком, совершёнными в её парижской квартире, и приговорил её к 10 месяцам тюрьмы[24].
  - Во многих городах России силовики провели обыски в штабах и квартирах активистов «Фонда борьбы с коррупцией» и движения «Голос»[25].
  - Центр малых планет выпустил циркуляр об открытии первой межзвёздной кометы C/2019 Q4 (Борисова)[26].
- 13 сентября
  - В США состоялась 29-я церемония вручения Шнобелевской премии[27].
- 14 сентября
  - В Нур-Султане (Казахстан) стартовал чемпионат мира по спортивной борьбе[28].
  - Русская православная церковь приняла в свою юрисдикцию Архиепископию западноевропейских приходов русской традиции[29].
  - Беспилотники, предположительно принадлежащие йеменским повстанцам хуситам, атаковали расположенные на территории Саудовской Аравии объекты нефтяной компании «Saudi Aramco». В результате атаки объём дневной нефтедобычи Саудовской Аравии временно упала вдвое[30].
- 15 сентября
  - В Кемерово в память о погибших в результате пожара в торговом центре «Зимняя вишня» открыли «Парк ангелов»[31].
  - В Улан-Удэ на митинге против полицейского беспредела и за повторные выборы около тысячи протестующих встретили губернатора Бурятии Алексея Цыденова криками «Позор!» и «В отставку!»[32].
  - Фильм «Кролик Джоджо» режиссёра Тайка Вайтити получил Гран-при 44-го Международного кинофестиваля в Торонто[33].
- 16 сентября
  - Соломоновы острова разорвали отношения с Тайванем[34].
- 17 сентября
  - Состоялись досрочные выборы в Парламент Израиля. После подсчета 90 % голосов большинство мест в Кнессете 22-го созыва получили недавно созданный политический альянс Кахоль-лаван и партия Ликуд[35].
- 18 сентября
  - В защиту Павла Устинова и других фигурантов «московского дела» выступили деятели кино и театра, свыше 100 православных священников, учителя, юристы, ИТ-специалисты, книгоиздатели, зарубежные общественные деятели и некоторые российские журналисты. Опубликованы две онлайн-петиции, собравшие более 100 тыс. подписей каждая. В Москве у здания администрации президента проходит пикет за освобождение узников[36][37].
  - По предложению главы республики Сергея Аксёнова все руководители городских и районных администраций Крыма сложили свои полномочия в связи с необходимостью формирования новой команды[38].
  - В Киеве бывший украинский военный захватил[укр.] метромост, угрожая его взорвать. В ходе полицейской спецоперации злоумышленник был задержан[39].
  - Новый очаг африканской чумы свиней выявили в Еврейской АО[40]. Также, другие очаги этого заболевания обнаружили в Амурской области[41], в Приморском крае[42] и в Новгородской области[43].
- 19 сентября
  - В Бурятии группой людей в масках задержан якутский шаман Александр Габышев, шедший в Москву «изгонять Путина». МВД Бурятии сообщил, что Габышев задержан якобы за совершение преступления в Якутии.[44]
  - Окружной административный суд Киева признал незаконным лишение епископа УПЦ Гедеона (Харона) украинского гражданства.
  - За назначение бывшего главного прокурора Национального антикоррупционного управления Румынии Лауры Кёвеши на должность главного прокурора Евросоюза проголосовали 17 послов ЕС из 22[45].
- 20 сентября
  - Около 4 миллионов человек из 156 стран на всех континентах участвовали в школьной забастовке за климат. Наиболее массовая акция прошла в Нью-Йорке, на ней выступила лидер этого движения школьников Грета Тунберг.[46][47][48]. Следующая глобальная забастовка за климат намечена на 27 сентября.
  - В штате Невада начались мероприятия посвящённые «штурму» зоны 51[49].
- 22 сентября
  - Сборная России по спортивной борьбе победила в общекомандном зачёте на чемпионате мира в Нур-Султане (Казахстан)[50].
- 23 сентября
  - Прекратила деятельность компания Thomas Cook. Крах компании привел к крупнейшей со времен Второй мировой войны репатриации британских граждан, охватившей более 150 тысяч туристов[51].
  - Активистка из Швеции Грета Тунберг выступила в ООН на саммите по климату глав государств[52].
  - Астрономы обнаружили признаки существования сверхплотных «кварковых» планет, претендентами в которые стали планеты XTE J1807 b, XTE J1751 b, PSR 0636 b и PSR J1807 b. Проверить гипотезу поможет гравитационный телескоп LISA, планируемый к выведению на орбиту в начале 2030 годов[53].
- 24 сентября
  - Палата представителей Конгресса США начинает процедуру импичмента президента Дональда Трампа[54].
  - По итогам отборочного концерта Татьяна Меженцева и Денберел Ооржак представят Россию на международном песенном конкурсе «Детское Евровидение — 2019» с песней «Время для нас»[55].
  - Картина «Дылда» режиссёра Кантемира Балагова выдвинута от России на премию «Оскар» в номинации «Лучший фильм на иностранном языке», предстоящая церемония награждения которой пройдёт в 2020 году[56].
  - Верховный суд Великобритании единогласной позицией всех 11 судей признал незаконным решение премьер-министра Бориса Джонсона приостановить работу парламента королевства[57].
  - Международный астрономический союз утвердил официальное название первой межзвездной кометы «2I/Borisov» в честь её первооткрывателя Геннадия Борисова[58].
- 25 сентября
  - В Пекине открыт новый международный аэропорт Дасин, проект которого стал самым дорогостоящим в истории китайской гражданской авиации[59]. В связи с этим старейший аэропорт Китая и Пекина — Наньюань после 109 лет службы прекратил свою работу, а на его месте планируется возвести большой ландшафтный парк[60].
  - Зоологи Крис Мюррэй и Кэлеб Макмэхан на основании сравнения черепов из коллекции музея Филда выделили новогвинейских крокодилов, живущих на юге острова в новый вид, получивший название Crocodylus halli. Живые представители нового вида обитают в Новой Гвинее и в одном из зоопарков города Сент-Огастин в штате Флорида[61].
  - Глава американской компании Juul Labs Кевин Бернс ушёл в отставку на фоне продолжающейся массовой серии заболеваний среди курильщиков электронных сигарет в США[62].
  - Международный валютный фонд возглавила болгарский экономист Кристалина Георгиева[63].
- 26 сентября
  - К МКС пристыковался корабль «Союз МС-15» в экипаже которого — первый космонавт ОАЭ Хаззаа Аль-Мансури[64].
- 27 сентября
  - В школьной забастовке за климат приняли участие 6,6 миллиона человек по всему миру. Митинг в Монреале, где находилась Грета Тунберг, собрал до 500 тыс. человек. Число участников в России составило около 650 человек[65][66].
  - В Чили начали сооружать 2800-тонный купол крупнейшего оптического телескопа E-ELT, являющегося самым дорогим наземным астрономическим проектом на данный момент, чья общая стоимость превысит миллиард евро[67].
- 28 сентября
  - Бразильская лента режиссёра Пэкстона Уинтерса «Усмирённый» удостоилась главной награды 67-го Международного кинофестиваля в Сан-Себастьяне. Также, в фестивальной программе «Жемчужины» был представлен фильм «Дылда» российского режиссёра Кантемира Балагова[68].
  - Торжественное открытие уменьшенной копии скульптуры советского монументалиста Евгения Вучетича «Перекуём мечи на орала» состоялось на ферме Росуэлла и Элизабет Гарст[англ.] в Кун-Рапидсе штат Айова в честь 60-летнего юбилея своего визита в США Никиты Хрущёва[69].
- 29 сентября
  - В Москве на митинг в поддержку фигурантов «московского дела» и «дела ФБК», а также всех политзаключённых пришло 20 тыс. человек[70].
  - Консервативная Австрийская народная партия уверенно победила на досрочных выборах в Национальный совет Австрии[71].
- 30 сентября
  - Во Франции объявлен день национального траура в связи с церемонией памяти бывшего президента Франции Жака Ширака. В её участии примут 80 лидеров иностранных государств[72].
  - На юге Москвы на пересечении улиц Мусы Джалиля и Шипиловской начались работы по созданию сквера Победы. Строительство ведётся по просьбе местных жителей на месте пустыря, который образовался после сноса заброшенного здания[73].